# Wings HC Arlanda

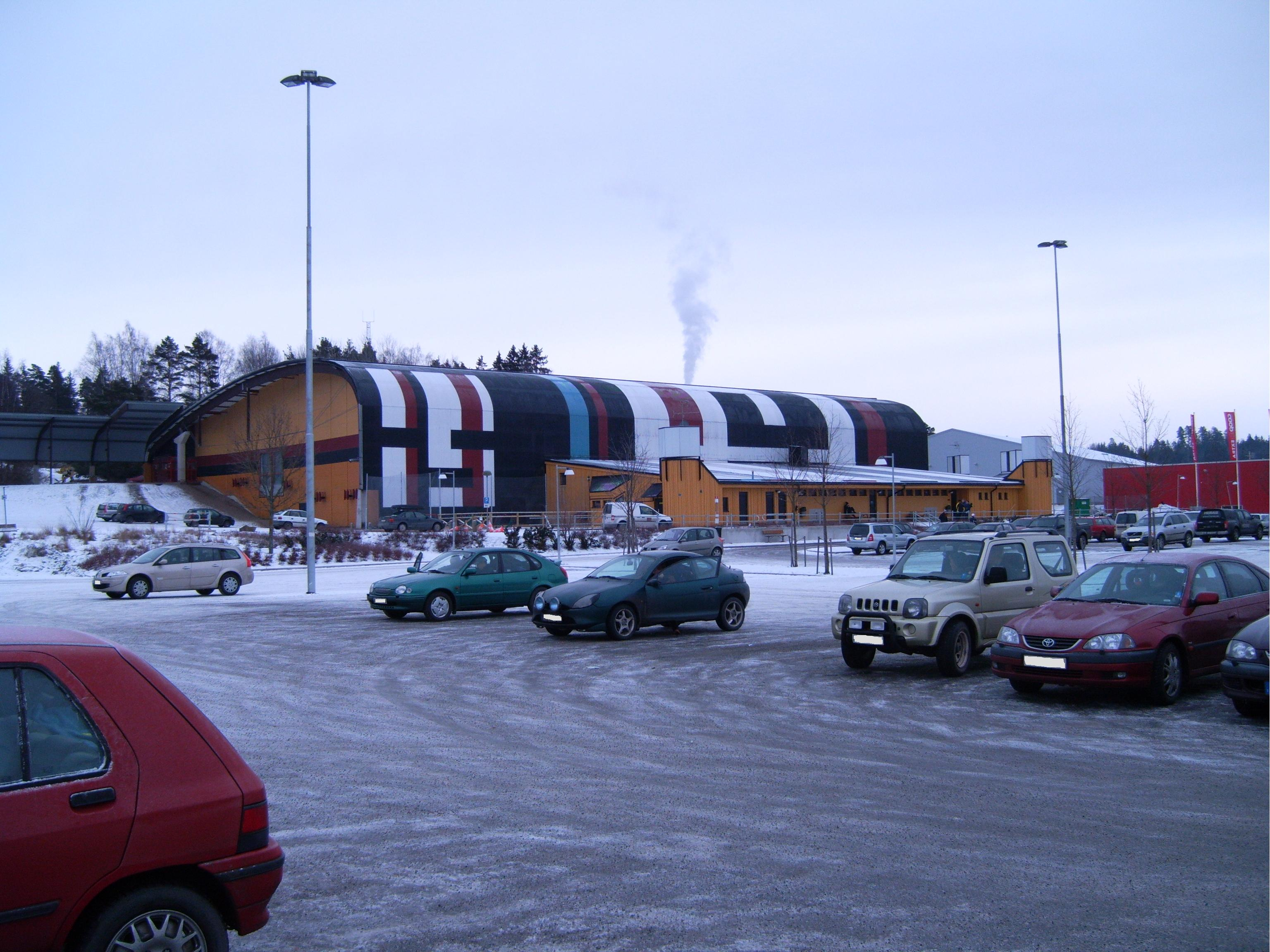
Wings HC:s hemmaplan Pinbackshallen.

Wings HC Arlanda är ett ishockeylag från Märsta i Sigtuna kommun. Laget har tidigare hetat RA73 efter en sammanslagning av Rosersberg och Arlanda. Klubben hette Arlanda Wings fram till säsongen 07/08; eftersom LFV inte ville att någon/några föreningars namn skulle börja med Arlanda bytte klubben namn till Wings HC Arlanda. Laget har spelat i Division I sedan säsongen 1990/1991 med undantag för 1999/2000 då man spelade i Allsvenskan. Säsongen 2017/2018 fick man dock kvala och slutade trea i kvalserien vilket inte räckte för fortsatt spel i Hockeyettan. Säsongen 2018/2019 spelar laget i Division 2 Östra A.
Klubben har fostrat spelare som bröderna Erik och Anders Huusko, Håkan Södergren, William Karlsson, Björn Danielsson, Tony Mårtensson och Martin Lindman. Även Ulf Isaksson har spelat i laget och Roger Melin har varit tränare. Sportchefen i Linköping, Johan Hemlin, har varit verksam i klubben. Hemmaarenan heter Pinbackshallen.

## Säsonger
| Säsong           | Division            | Placering | Vårserie                  | Kval/Playoff                                                     |
| RA 73            | RA 73               | RA 73     | RA 73                     | RA 73                                                            |
| ---------------- | ------------------- | --------- | ------------------------- | ---------------------------------------------------------------- |
| 1990/1991        | Division I Östra    | 2         | 10:a i Allsvenskan        |                                                                  |
| Arlanda HC       |                     |           |                           |                                                                  |
| 1991/1992        | Division I Västra   | 8         | 5:a i fortsättningsserien |                                                                  |
| 1992/1993        | Division I Östra    | 7         | 7:a i fortsättningsserien | 1:a i kvalserien                                                 |
| 1993/1994        | Division I Östra    | 11        | 4:a i fortsättningsserien |                                                                  |
| 1994/1995        | Division I Östra    | 7         | 6:a i fortsättningsserien |                                                                  |
| 1995/1996        | Division I Östra    | 5         | 1:a i fortsättningsserien | Playoff: Besegrar Boden, utslagna av Huddinge                    |
| 1996/1997        | Division I Östra    | 6         | 3:a i fortsättningsserien |                                                                  |
| 1997/1998        | Division I Östra    | 1         | 6:a i Allsvenskan         | Playoff: Utslagna av Lidingö                                     |
| 1998/1999        | Division I Östra    | 3         | 1:a i fortsättningsserien | Playoff: Utslagna av Hammarby, Kvalificerade för nya Allsvenskan |
| 1999/2000        | Allsvenskan Norra   | 8         | 7:a i vårserien           | nerflyttade                                                      |
| 2000/2001        | Division 1 Östra A  | 3         | 6:a i Allettan Östra      |                                                                  |
| 2001/2002        | Division 1 Östra A  | 1         | 3:a i Allettan Östra      | 2:a i Förkval Östra A                                            |
| 2002/2003        | Division 1 Östra A  | 6         | 1:a i fortsättningsserien | 3:a i Förkval Östra                                              |
| 2003/2004        | Division 1 Östra    | 6         |                           |                                                                  |
| 2004/2005        | Division 1 Östra    | 2         |                           |                                                                  |
| 2005/2006        | Division 1C         | 7         |                           |                                                                  |
| 2006/2007        | Division 1D         | 7         | 3:a i vårserien           |                                                                  |
| Wings HC Arlanda |                     |           |                           |                                                                  |
| 2007/2008        | Division 1D         | 9         | 5:a i vårserien           | 1:a i kvalserie D                                                |
| 2008/2009        | Division 1D         | 3         | 8:a i Allettan Mellan     |                                                                  |
| 2009/2010        | Division 1D         | 4         | 5:a i Allettan Mellan     |                                                                  |
| 2010/2011        | Division 1D         | 5         | 1:a i fortsättningsserien | Playoff: Utslagna av Enköping                                    |
| 2011/2012        | Division 1D         | 4         | 2:a i Allettan Mellan     | Playoff: Utslagna av Olofström                                   |
| 2012/2013        | Division 1D         | 6         | 1:a i fortsättningsserien | Playoff: Utslagna av Enköping                                    |
| 2013/2014        | Division 1D         | 5         | 1:a i fortsättningsserien | Playoff: Utslagna av Huddinge                                    |
| 2014/2015        | Hockeyettan Östra   | 4         | 7:a i Allettan Norra      |                                                                  |
| 2015/2016        | Hockeyettan Östra   | 11        | 7:a i vårserien           | 2:a i kvalserien                                                 |
| 2016/2017        | Hockeyettan Östra   | 8         | 5:a i vårserien           |                                                                  |
| 2017/2018        | Hockeyettan Östra   | 12        | 6:a i vårserien           | 3:a i kvalserien, nerflyttade                                    |
| 2018/2019        | Hockeytvåan Östra A | 1         | 1:a i Alltvåan Östra      | 2:a i kvalserien, uppflyttade                                    |
| 2019/2020        | Hockeyettan Östra   | 6         | 2:a i Vårettan            |                                                                  |
| 2020/2021        | Hockeyettan Östra   | 10        | 4:a i Vårettan            | 1:a i kvalserien                                                 |
| 2021/2022        | Hockeyettan Östra   | 7         | 3:a i Vårettan Norra      | Slutspel: Besegrar Teg, utslagna av Boden                        |
| 2022/2023        | Hockeyettan Östra   | 6         | 4:a i Vårettan            |                                                                  |